# Handball-Gauliga Pommern
Die Handball-Gauliga Pommern (ab 1939: Handball Bereichsklasse Pommern) war eine der obersten deutschen Feldhandball-Ligen in der Zeit des Nationalsozialismus. Sie bestand von 1933 bis 1945.

## Geschichte
Vorgänger der Handball-Gauliga Pommern war einerseits die Brandenburgische Feldhandball-Meisterschaft, welche vom Verband Brandenburgischer Athletik-Vereine (VBAV) ausgetragen wurde und dessen Sieger sich für die von der Deutsche Sportbehörde für Leichtathletik organisierte Deutsche Feldhandballmeisterschaft qualifizierte. Dort spielten seit der Spielzeit 1930/31 die Vereine aus Vorpommern und Stettin. Die restlichen Vereine aus Pommern spielten mit den ostpreußischen Handballmannschaften bis 1933 die Baltische Feldhandball-Meisterschaft des Baltischen Sport-Verbandes aus. Beide Verbände stellten Teilnehmer für die von der Deutsche Sportbehörde für Leichtathletik organisierte Deutsche Feldhandballmeisterschaft. Im Zuge der Gleichschaltung wurden die regionalen Feldhandball-Verbände in Deutschland wenige Monate nach der Machtübernahme der Nationalsozialisten im Jahre 1933 aufgelöst. An deren Stelle traten anfangs 16 Handball-Gauligen, deren Sieger sich für die nun vom Nationalsozialistischen Reichsbund für Leibesübungen organisierte Deutsche Feldhandballmeisterschaft qualifizierten.
Die pommersche Feldhandball-Gauliga startete mit zwei Gruppen zu je sieben teilnehmenden Vereinen, wurde jedoch bereits 1934 auf eine Gruppe mit zehn Teilnehmern verkleinert. 1939/40 wurde die Gaumeisterschaft erneut in zwei Gruppen ausgespielt. Bis zum Kriegsbeginn wurde die Gaumeisterschaft von Vereinen aus Stettin dominiert, wobei es keinem Verein gelang, mehr als zweimal die Meisterschaft zu gewinnen. Während sich die ersten Jahre noch die bürgerlichen Vereine durchsetzen konnte, dominierten spätestens ab Beginn des Zweiten Weltkrieges, analog zur Fußball-Gauliga Pommern, die Militärsportvereine und zahlreichen Luftwaffensportvereine die Liga. Bei den Deutschen Feldhandballmeisterschaften schieden die pommerschen Vertreter jedoch regelmäßig chancenlos in der ersten Runde aus, einzig dem TV Jahn Odermünde gelang es 1944, eine Spielrunde zu überstehen.

## Meister der Handball-Gauliga Pommern 1934–1944
| Saison  | Meister Gauliga Pommern   | Abschneiden deutsche Meisterschaft | Deutscher Meister     |
| ------- | ------------------------- | ---------------------------------- | --------------------- |
| 1933/34 | MSV Greif Stettin         | Vorrunde                           | Polizei SV Darmstadt  |
| 1934/35 | MSV Greif Stettin         | Gruppenvierter Gruppe 1            | Polizei SV Magdeburg  |
| 1935/36 | Kaufmännischer TV Stettin | Gruppenvierter Gruppe 2            | MSV Hindenburg Minden |
| 1936/37 | Kaufmännischer TV Stettin | nicht angetreten                   | MTSA Leipzig          |
| 1937/38 | LSV Flak Stettin          | Gruppendritter Gruppe 1            | MTSA Leipzig          |
| 1938/39 | Polizei SV Stettin        | Gruppenfünfter Gruppe 1            | MTSA Leipzig          |
| 1939/40 | Reichsbahn SG Stettin     | Ausscheidungsrunde                 | Lintforter SpV        |
| 1940/41 | LSV Stettin               | Ausscheidungsrunde                 | SV Polizei Hamburg    |
| 1941/42 | LSV Parow                 | Ausscheidungsrunde                 | SG OrPo Magdeburg     |
| 1942/43 | SG Lauenburg              | Ausscheidungsrunde                 | SG OrPo Hamburg       |
| 1943/44 | TV Jahn Odermünde         | Vorrunde                           | SG OrPo Berlin        |

## Rekordmeister
Rekordmeister der Gauliga Schlesien sind der MSV Greif Stettin und der Kaufmännische TV Stettin mit jeweils zwei gewonnenen Meisterschaften.
|  | Verein                    | Titel | Jahr       |
|  | ------------------------- | ----- | ---------- |
|  | MSV Greif Stettin         | 2     | 1934, 1935 |
|  | Kaufmännischer TV Stettin | 2     | 1936, 1937 |
|  | LSV Flak Stettin          | 1     | 1938       |
|  | Polizei SV Stettin        | 1     | 1939       |
|  | Reichsbahn SG Stettin     | 1     | 1940       |
|  | LSV Stettin               | 1     | 1941       |
|  | LSV Parow                 | 1     | 1942       |
|  | SG Lauenburg              | 1     | 1943       |
|  | TV Jahn Odermünde         | 1     | 1944       |

## Tabellen

### 1933/34
| Pl. | Verein                       | Sp. | Punkte |
| --- | ---------------------------- | --- | ------ |
| 1.  | Polizei SV Stettin           | 12  | 21–30  |
| 2.  | MSV Keith Gneisenau Stargard | 12  | 20–40  |
| 3.  | Kaufmännischer TV Stettin    | 10  | 14–60  |
| 4.  | SC Comet Stettin             | 11  | 10–12  |
| 5.  | Finkenwalder TV              | 11  | 09–13  |
| 6.  | Turnerbund Stettin           | 12  | 06–18  |
| 7.  | Stettiner SC                 | 12  | 00–24  |

| Pl. | Verein                | Sp. | Punkte |
| --- | --------------------- | --- | ------ |
| 1.  | SC Preußen Stettin    | 12  | 22–20  |
| 2.  | MSV Greif Stettin     | 12  | 20–40  |
| 3.  | Reichsbahn SV Stettin | 12  | 14–10  |
| 4.  | MTV Greifenberg       | 12  | 10–14  |
| 5.  | Stettiner Turnclub    | 12  | 08–16  |
| 6.  | TSV 1861 Grabow       | 12  | 05–19  |
| 7.  | Stettiner TV          | 12  | 05–19  |

| Legende |                          |
|         | Qualifikation Finalrunde |
|         | Absteiger                |

Finalrunde
| Pl. | Verein                       | Sp. | S | U | N | Tore    | Punkte |
| --- | ---------------------------- | --- | - | - | - | ------- | ------ |
| 1.  | MSV Greif Stettin            | 4   | 3 | 0 | 1 | 037:130 | 06:20  |
| 2.  | MSV Keith Gneisenau Stargard | 3   | 2 | 0 | 1 | 018:170 | 04:20  |
| 3.  | Polizei SV Stettin           | 3   | 1 | 0 | 2 | 014:230 | 02:40  |
| 4.  | SC Preußen Stettin           | 3   | 0 | 0 | 3 | 013:290 | 0:60   |

| Legende |                                                           |
|         | Qualifikation Deutsche Feldhandball-Meisterschaft 1933/34 |

### 1934/35
Die überlieferte Tabelle ist unvollständig, es fehlen 16 Spiele.
| Pl. | Verein                       | Sp. | Punkte |
| --- | ---------------------------- | --- | ------ |
| 1.  | MSV Greif Stettin (M)        | 16  | 30–20  |
| 2.  | SC Preußen Stettin           | 15  | 28–20  |
| 3.  | MSV Keith Gneisenau Stargard | 16  | 21–11  |
| 4.  | MTV Greifenberg              | 15  | 20–10  |
| 5.  | Kaufmännischer TV Stettin    | 15  | 18–12  |
| 6.  | TSV 1861 Grabow              | 16  | 11–21  |
| 7.  | Stettiner Trunclub           | 13  | 08–18  |
| 8.  | Polizei SV Stettin           | 15  | 07–23  |
| 9.  | Reichsbahn SV Stettin        | 15  | 04–26  |
| 10. | Stargarder Turnerschaft (N)  | 12  | 01–23  |

| Legende |                                                           |
|         | Qualifikation Deutsche Feldhandball-Meisterschaft 1934/35 |
|         | Absteiger                                                 |
| (M)     | Titelverteidiger                                          |
| (N)     | Aufsteiger                                                |

### 1935/36
| Pl. | Verein                       | Sp.           | Tore          | Punkte        |
| --- | ---------------------------- | ------------- | ------------- | ------------- |
| 1.  | Kaufmännischer TV Stettin    | 14            | 159:770       | 22–60         |
| 2.  | MSV Greif Stettin (M)        | 14            | 118:710       | 20–80         |
| 3.  | TV 1861 Swinemünde (N)       | 14            | 075:930       | 16–12         |
| 4.  | SC Preußen Stettin           | 14            | 081:800       | 15–13         |
| 5.  | MTV Greifenberg              | 14            | 107:109       | 15–13         |
| 6.  | MSV Keith Gneisenau Stargard | 14            | 110:113       | 12–16         |
| 7.  | Reichsbahn TSV Stettin       | 14            | 071:122       | 07:21         |
| 8.  | Stettiner Turnclub           | 14            | 084:140       | 05–23         |
| 9.  | HSV Hubertus Kolberg (N)     | zurückgezogen | zurückgezogen | zurückgezogen |

| Legende |                                                           |
|         | Qualifikation Deutsche Feldhandball-Meisterschaft 1935/36 |
|         | Absteiger                                                 |
| (M)     | Titelverteidiger                                          |
| (N)     | Aufsteiger                                                |

### 1936/37
| Pl. | Verein                        | Sp.           | Tore          | Punkte        |
| --- | ----------------------------- | ------------- | ------------- | ------------- |
| 1.  | Kaufmännischer TV Stettin (M) | 14            | 91:54         | 21–30         |
| 2.  | MSV Keith Gneisenau Stargard  | 14            | 74:56         | 16–80         |
| 3.  | TSV 1894 Stettin (N)          | 14            | 75:53         | 15–90         |
| 4.  | SC Preußen Stettin            | 14            | 73:65         | 15–90         |
| 5.  | Reichsbahn TSV Stettin        | 14            | 55:77         | 07–17         |
| 6.  | TV Friesen Stettin (N)        | 14            | 59:93         | 06–18         |
| 7.  | MTV Greifenberg               | 14            | 67:96         | 04:20         |
| 8.  | MSV Greif Stettin             | zurückgezogen | zurückgezogen | zurückgezogen |
| 9.  | TV 1861 Swinemünde            | zurückgezogen | zurückgezogen | zurückgezogen |

| Legende |                                                           |
|         | Qualifikation Deutsche Feldhandball-Meisterschaft 1936/37 |
|         | Absteiger                                                 |
| (M)     | Titelverteidiger                                          |
| (N)     | Aufsteiger                                                |

### 1937/38
Eine Abschlusstabelle ist nicht überliefert, folgende Mannschaften nahmen teil:
- Gaumeister:
  - LSV Flak Stettin (N)
- Weitere Teilnehmer:
  - Kaufmännischer TV Stettin
  - MSV Keith Gneisenau Stargard
  - TSV 1894 Stettin
  - SV Preußen-Borussia Stettin
  - Reichsbahn TSV Stettin
  - LSV Richthofen Anklam (N)
  - Polizei SV Stettin (N)
- Absteiger:
  - TV Friesen Stettin
  - unbekannter Aufsteiger (N)

### 1938/39
| Pl. | Verein                       | Sp. | Tore    | Punkte |
| --- | ---------------------------- | --- | ------- | ------ |
| 1.  | Polizei SV Stettin           | 18  | 204:118 | 29–70  |
| 2.  | LSV Flak Stettin (M)         | 18  | 201:119 | 28–80  |
| 3.  | Kaufmännischer TV Stettin    | 18  | 189:129 | 27–90  |
| 4.  | HSV Hubertus Kolberg (N)     | 18  | 110:117 | 19–17  |
| 5.  | LSV Pütnitz (N)              | 18  | 138:159 | 18–18  |
| 6.  | Reichsbahn TSV Stettin       | 18  | 116:131 | 17–19  |
| 7.  | SV Preußen-Borussia Stettin  | 18  | 098:118 | 17–19  |
| 8.  | TSV 1894 Stettin             | 18  | 153:160 | 12–24  |
| 9.  | LSV Richthofen Anklam        | 18  | 095:151 | 10–26  |
| 10. | MSV Keith Gneisenau Stargard | 18  | 086:188 | 03–33  |

| Legende |                                                           |
|         | Qualifikation Deutsche Feldhandball-Meisterschaft 1938/39 |
|         | Absteiger                                                 |
| (M)     | Titelverteidiger                                          |
| (N)     | Aufsteiger                                                |

### 1939/40
| Pl. | Verein                          | Sp.           | Tore          | Punkte        |
| --- | ------------------------------- | ------------- | ------------- | ------------- |
| 1.  | Reichsbahn SG Stettin           | 6             | 57:21         | 12–00         |
| 2.  | LSV Seefliegerhorst Stettin (N) | 6             | 57:31         | 09–30         |
| 3.  | VfB Reichspost Stettin (N)      | 6             | 26:47         | 07–50         |
| 4.  | Kaufmännischer TV Stettin       | 6             | 49:29         | 06–60         |
| 5.  | TV Friesen Stettin (N)          | 6             | 43:58         | 05–70         |
| 6.  | TSV 1894 Stettin                | 6             | 26:57         | 02–10         |
| 7.  | SV Preußen-Borussia Stettin     | 6             | 13:28         | 01–11         |
| 8.  | TV Jahn Stettin (N)             | zurückgezogen | zurückgezogen | zurückgezogen |

| Pl. | Verein                                | Sp.           | Tore          | Punkte        |
| --- | ------------------------------------- | ------------- | ------------- | ------------- |
| 1.  | LSV Pütnitz                           | 4             | 52:15         | 8–0           |
| 2.  | TSV 1860 Stralsund (N)                | 4             | 15:27         | 4–4           |
| 3.  | Anklamer TB (N)                       | 4             | 11:24         | 4–4           |
| 4.  | MTV Barth (N)                         | 4             | 03:15         | 0–8           |
| 5.  | LSV Parow (N)                         | zurückgezogen | zurückgezogen | zurückgezogen |
| 6.  | Reichsbahn TSV Germania Stralsund (N) | zurückgezogen | zurückgezogen | zurückgezogen |

| Legende |                      |
|         | Qualifikation Finale |
|         | Absteiger            |
| (M)     | Titelverteidiger     |
| (N)     | Aufsteiger           |

Finale
|             | Gesamt |                       | Hinspiel | Rückspiel |
| ----------- | ------ | --------------------- | -------- | --------- |
| LSV Pütnitz | 14:19  | Reichsbahn SG Stettin | 4:8      | 10:11     |

### 1940/41–1943/44
Abschlusstabellen der einzelnen Gauligaspielzeiten sind derzeit nicht überliefert.

## Frauen
Ähnlich wie bei den Männern erfolgte auch im Frauen-Feldhandball die Organisation des Spielbetriebs ab 1933 in den Gauligen. Abschlusstabellen aus den einzelnen Spielzeiten sind nicht überliefert.

### Frauen-Meister der Handball-Gauliga Pommern 1934–1943
| Saison  | Meister Gauliga Pommern (Frauen) | Abschneiden deutsche Meisterschaft | Deutscher Meister (Frauen)   |
| ------- | -------------------------------- | ---------------------------------- | ---------------------------- |
| 1933/34 | SC Preußen Stettin               | Ausscheidungsrunde                 | Eimsbütteler TV              |
| 1934/35 | SC Hansa Kolberg                 | Ausscheidungsrunde                 | Eimsbütteler TV              |
| 1935/36 | SC Preußen Stettin               | Ausscheidungsrunde                 | SC Charlottenburg            |
| 1936/37 | SC Preußen Stettin               | Vorrunde                           | Eimsbütteler TV              |
| 1937/38 | SC Preußen Stettin               | Ausscheidungsrunde                 | Turngemeinde in Berlin       |
| 1938/39 | Kolberger TV 1861                | Ausscheidungsspiel                 | VfR Mannheim                 |
| 1939/40 | n. b.                            | keine deutsche Meisterschaft       | keine deutsche Meisterschaft |
| 1940/41 | n. b.                            | n. b.                              | VfR Mannheim                 |
| 1941/42 | Kaufmännischer TV Stettin        | Halbfinale                         | Stahl-Union 04 Düsseldorf    |
| 1942/43 | Stettiner SC                     | 2. Vorrunde                        | Eintracht Frankfurt          |

### Rekordmeister Frauen
Rekordmeister der Gauliga Pommern bei den Frauen ist der SC Preußen Stettin, die die Meisterschaft vier Mal gewinnen konnte (davon einmal nach der Fusion zu SV Preußen-Borussia Stettin).
|  | Verein                                          | Titel | Jahr                   |
|  | ----------------------------------------------- | ----- | ---------------------- |
|  | SC Preußen Stettin/ SV Preußen-Borussia Stettin | 4     | 1934, 1936, 1937, 1938 |
|  | SC Hansa Kolberg                                | 1     | 1935                   |
|  | Kolberger TV 1861                               | 1     | 1939                   |
|  | Kaufmännischer TV Stettin                       | 1     | 1942                   |
|  | Stettiner SC                                    | 1     | 1943                   |